# کادیر
کادیر (به هلندی: Cadier en Keer) یک منطقهٔ مسکونی در هلند است که در ایسدن-مارخراتن واقع شده‌است. کادیر ۳٫۶۳۳ نفر جمعیت دارد.